# Beidou

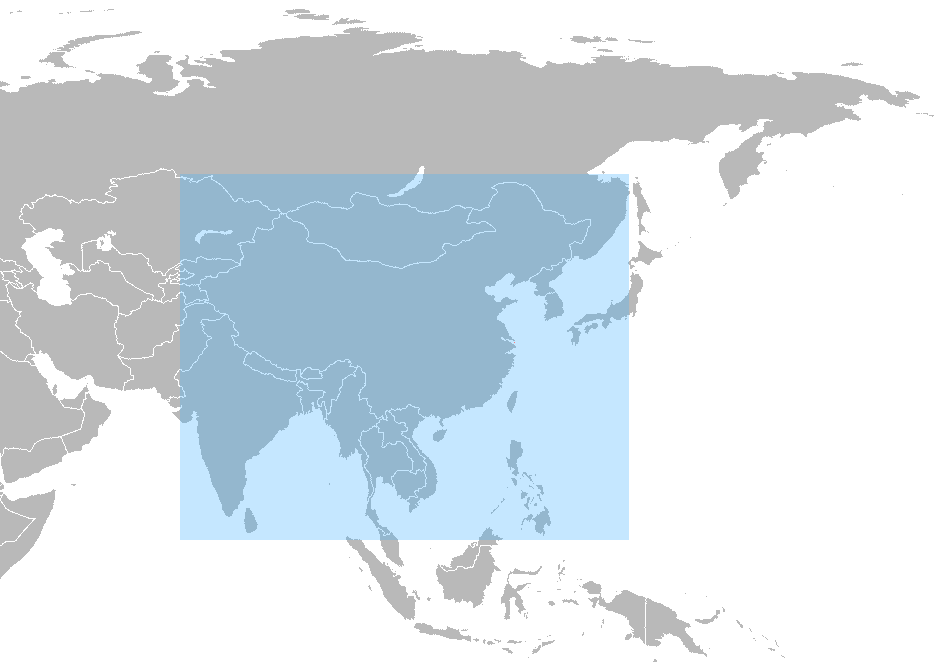
Het gebied waar het Beidou-1-project zich toe richtte

Het Beidou-navigatiesysteem is een project van de Volksrepubliek China om een onafhankelijk satellietnavigatiesysteem te ontwerpen. Beidou is de Chinese naam van het sterrenbeeld Grote Beer. Met Beidou wordt meestal de eerste generatie (Beidou-1) bedoeld. Beidou-2 wordt ook wel Compass genoemd.
Beidou 1A is gelanceerd op 30 oktober 2000 en Beidou 1B volgde op 20 december 2000. China breidde het systeem uit met een tweede paar, waarvan de Beidou 2A op 24 mei 2003 in een baan om de Aarde is gebracht.
In tegenstelling tot de systemen GPS, GLONASS en Galileo, die mondiale positionering bieden, gebruikt Beidou-1 satellieten in een geostationaire baan. Dit betekent dat het systeem geen groot aantal satellieten nodig heeft, maar beperkt het dekkingsgebied tot het gebied waar de satellieten zichtbaar zijn.
Beidou-2, dat in 2020 operationeel werd, werkt net als GPS wereldwijd.
Beidou-3 was een verdere uitbreiding van de constellatie.
Anno 2024 bestaat de Beidou constellatie uit 30 actieve satellieten, met 3 satellieten in een geostationaire baan, 3 in een geosynchrone baan 24 in Medium Earth Orbit plus nog een aantal backup satellieten. Het zou technologisch en qua precisie superieur zijn ten opzichte van het Amerikaanse GPS-systeem
Vanaf 2027 plant China om het Beidou netwerk verder te verbeteren met nieuwe technologie en met extra satellieten in Low Earth Orbit. De upgrade zou tegen 2035 klaar moeten zijn en positiebepaling met resolutie van een meter mogelijk moeten maken en op sommige plaatsen met resolutie van een decimeter.